# Nouillonpont
Nouillonpont é uma comuna francesa na região administrativa de Grande Leste, no departamento de Meuse. Estende-se por uma área de 10,32 km². Em 2010 a comuna tinha 240 habitantes (densidade: 23,3 hab./km²).